# Robert Pirès
Robert Emmanuel Pirès (Reims, 29 oktober 1973) is een Frans voormalig voetballer van Portugese en Spaanse origine.

## Clubcarrière
Hij speelde bij FC Metz, Olympique Marseille en Arsenal waar hij zes seizoenen heeft gespeeld en Engels voetballer van het jaar werd. In zijn laatste seizoen moest hij zijn basisplaats regelmatig afstaan aan Aljaksandr Hleb. Hij speelt normaliter op het linkermiddenveld, maar kan ook goed uit de voeten op de rest van het middenveld en als het moet als tweede spits. In zes seizoenen bij Arsenal scoorde hij regelmatig. Hij staat ook genoteerd in de lijst van de 125 nog levende beste voetballers. Deze lijst werd opgesteld door Pelé. Ook wordt hij nog altijd geroemd door Arsenal FC-manager Arsène Wenger, die hem 'een van zijn beste aankopen ooit' noemde. In september 2006 beleefde Pirès zijn dieptepunt door een zware blessure waardoor hij zes maanden niet kon spelen.
In de zomer van 2006 verkaste Pirès naar Villarreal CF, waar hij na een zware blessure in zijn eerste seizoen een belangrijke schakel werd voor de subtopper. In de zomer van 2010 kreeg hij echter geen nieuw contract. Hij tekende in november 2010 bij Aston Villa. In tussentijd had hij zijn conditie onderhouden bij zijn voormalige club Arsenal.
In januari 2012 werd bekend dat Pirès zijn loopbaan voortzette in India. Samen met andere voormalige sterspelers werd Pirès gehaald om het niveau van de Indiase competitie op te krikken. De voetbalsterren staan onder contract bij de Celebrity Management Group, de organisator van de Indiase competitie, die de spelers middels een veiling aanbood aan de Indiase clubs. Na een geaccepteerd bod van 600.000 euro ging Pirès aan de slag bij Howra.

## Interlandcarrière
In totaal speelde Pirès 79 maal voor het Frans voetbalelftal waarin hij veertien maal scoorde. Pirès werd met deze ploeg wereldkampioen in 1998. Pirès won met Frankrijk ook het Europees kampioenschap in 2000 en won daarna tweemaal de Confederations Cup in 2001 en 2003. Voor het wereldkampioenschap van 2006 in Duitsland werd hij niet geselecteerd door een meningsverschil met toenmalig bondscoach Raymond Domenech. Dit tot grote verontwaardiging van de meeste supporters van de Franse nationale ploeg. Hij nam met Frankrijk ook deel aan de Olympische Spelen van 1996 in Atlanta, Verenigde Staten.

## Erelijst
Metz
- Coupe de la Ligue: 1995/96

 Arsenal
- Premier League: 2001/02, 2003/04
- FA Cup: 2001/02, 2002/03, 2004/05

 Frankrijk
- Wereldkampioenschap voetbal: 1998
- Europees kampioenschap voetbal: 2000
- Confederations Cup: 2001, 2003

Onderscheidingen
- Ridder in het Franse Legioen van Eer: 1998

## Privé
Pirès is getrouwd en heeft twee kinderen.